# Louis-Pierre Deseine

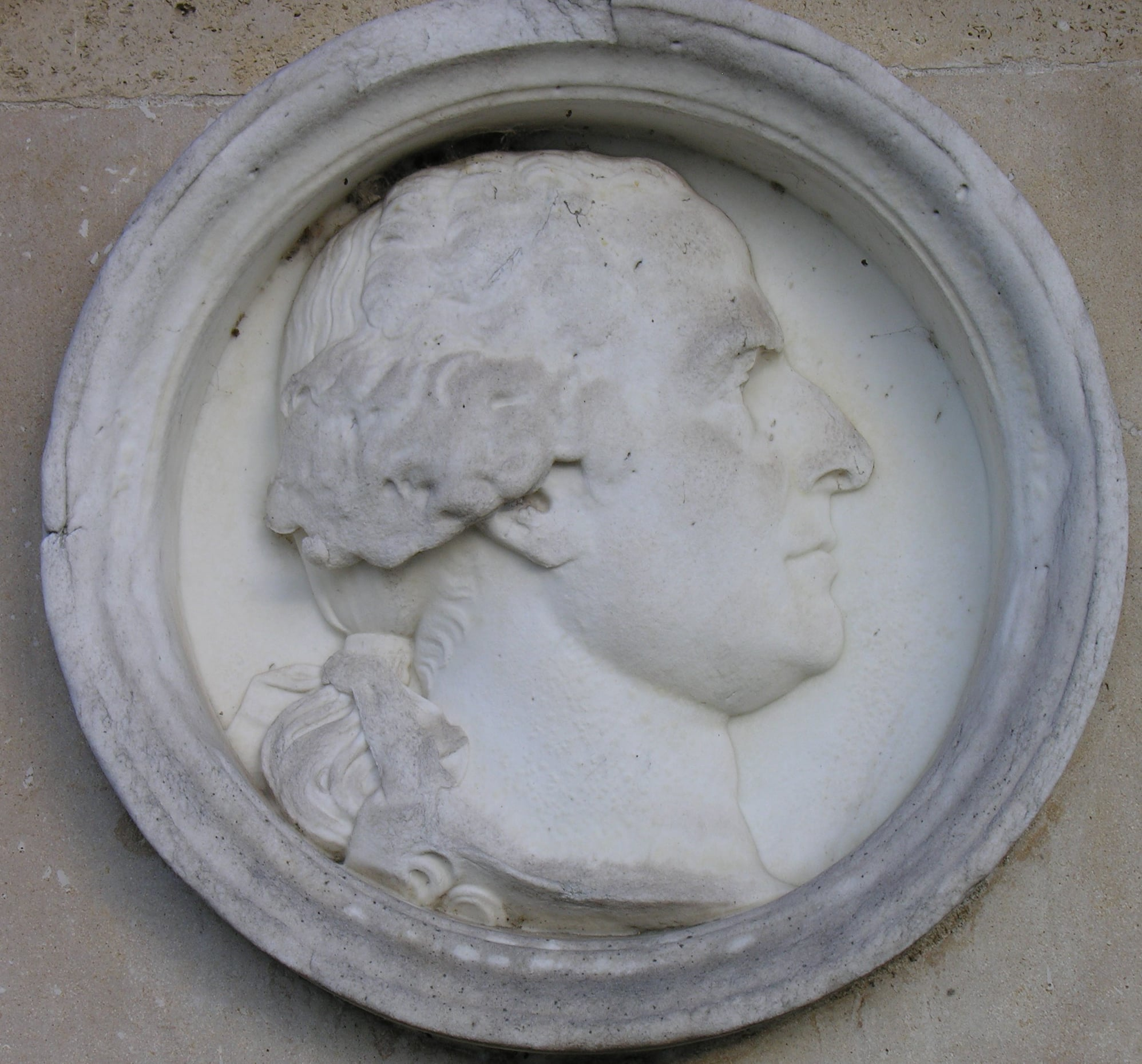
Porträtmedaillon Deseines auf seiner Grabstätte

Louis-Pierre Deseine (* 20. Juli 1749 in Paris; † 11. Oktober 1822 in Paris oder Pau) war ein französischer Bildhauer des Klassizismus.

## Leben
Louis-Pierre Deseine war ein Sohn des Tischlermeisters Louis-André Deseine und dessen Frau Madeleine, geb. Potier. Der Bildhauer Claude-André Deseine war ein älterer Bruder.
Die erste Ausbildung erhielt Deseine bei Edme Dumont. Später wurde er Schüler von Louis-Philippe Mouchy, Guilleaume Costou und Augustin Pajou, dessen Büste er 1785 im Salon de Paris ausstellte. 1780 wurde er mit dem Prix de Rome für Skulptur ausgezeichnet. Während eines Aufenthalts in Rom studierte er in den Jahren 1781 bis 1784 die antike Kunst. 1785 erhielt er die Zulassung der Académie royale de peinture et de sculpture. 1791 wurde er Mitglied der Akademie, deren Geschichte er 1814 publizierte (Notices historiques sur les anciennes académies royales de peinture, sculpture de Paris, et celle d’architecture..., Paris 1814).
Deseine stand im Dienst Louis V. Joseph de Bourbon, prince de Condé. Seine Werke sind dem Klassizismus zuzuordnen. Verstorben in Paris (nach anderer Quelle: in Pau), wurde Deseine auf dem Pariser Cimetière du Montparnasse beigesetzt (3. Division).

## Auszeichnungen
Louis-Pierre Deseine war Ritter des päpstlichen Ordens vom Goldenen Sporn und Malteserritter (1816).

## Werke in öffentlichen Sammlungen (Auswahl)
- Paris:
  - Kathedrale Notre-Dame, Kapelle Saint-Marcel: Mausoleum des Kardinals Jean-Baptiste de Belloy.
  - Louvre:
    - Mucius Scaevola trotzt dem Schmerz, Marmorstatue, 1791
    - Portrait d’Augustin Pajou, patinierte Gipsbüste, 1785
    - Portrait des Claude-Pierre-Louis Durand im Alter von 4 Jahren (1783–1867), 1788, patinierte Gipsbüste
- Rueil-Malmaison, Schloss Malmaison: Portrait Papst  Pius VII., 1805, Büste aus Gips mit Terrakotta-Patina.
- Toulouse, Musée des Augustins: Büste von Johann Joachim Winckelmann[2]
- Valence, Musée de Valence: Nymphe endormie (Schlafende Nymphe), Marmorskulptur
- Versailles:
  - Schloss Versailles
    - Portrait Ludwigs XVII., Marmorbüste, 1790
    - Portrait von Johann Joachim Winckelmann, Terrakottabüste, um 1799[3]
    - Graf Jean Étienne Marie Portalis, Marmorstandbild
    - Portrait des Pierre-Nicolas de Fontenay, Senator (1743–1806), Marmorbüste, 1807

  - Musée Lambinet: Jean-Sylvain Bailly, Gipsabguss der Marmorbüste
- Vincennes, Schloss Vincennes, Sainte-Chapelle: Grabmonument für den Herzog von Enghien, 1825

## Galerie

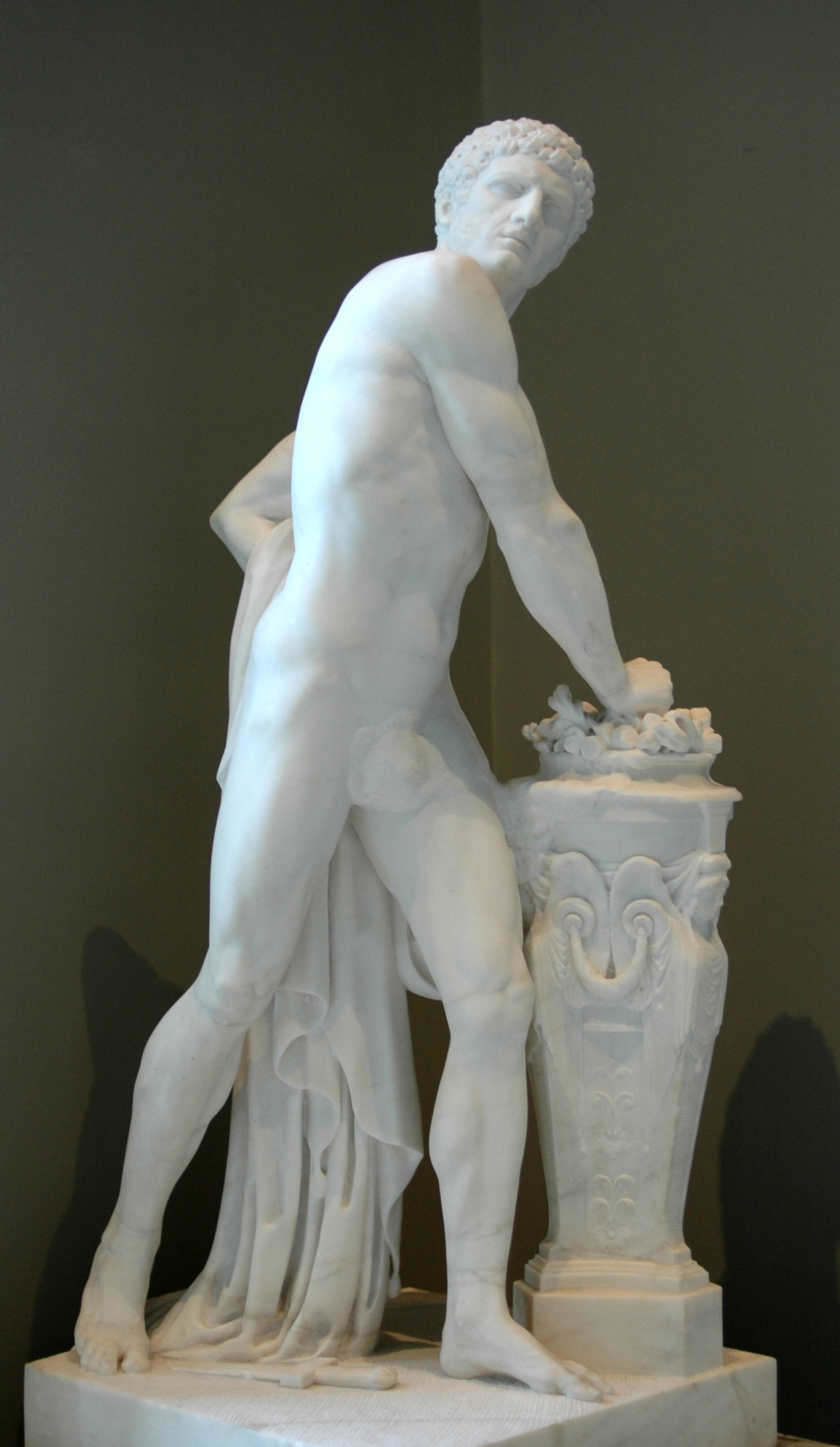
Mucius Scaevola trotzt dem Schmerz (Louvre)
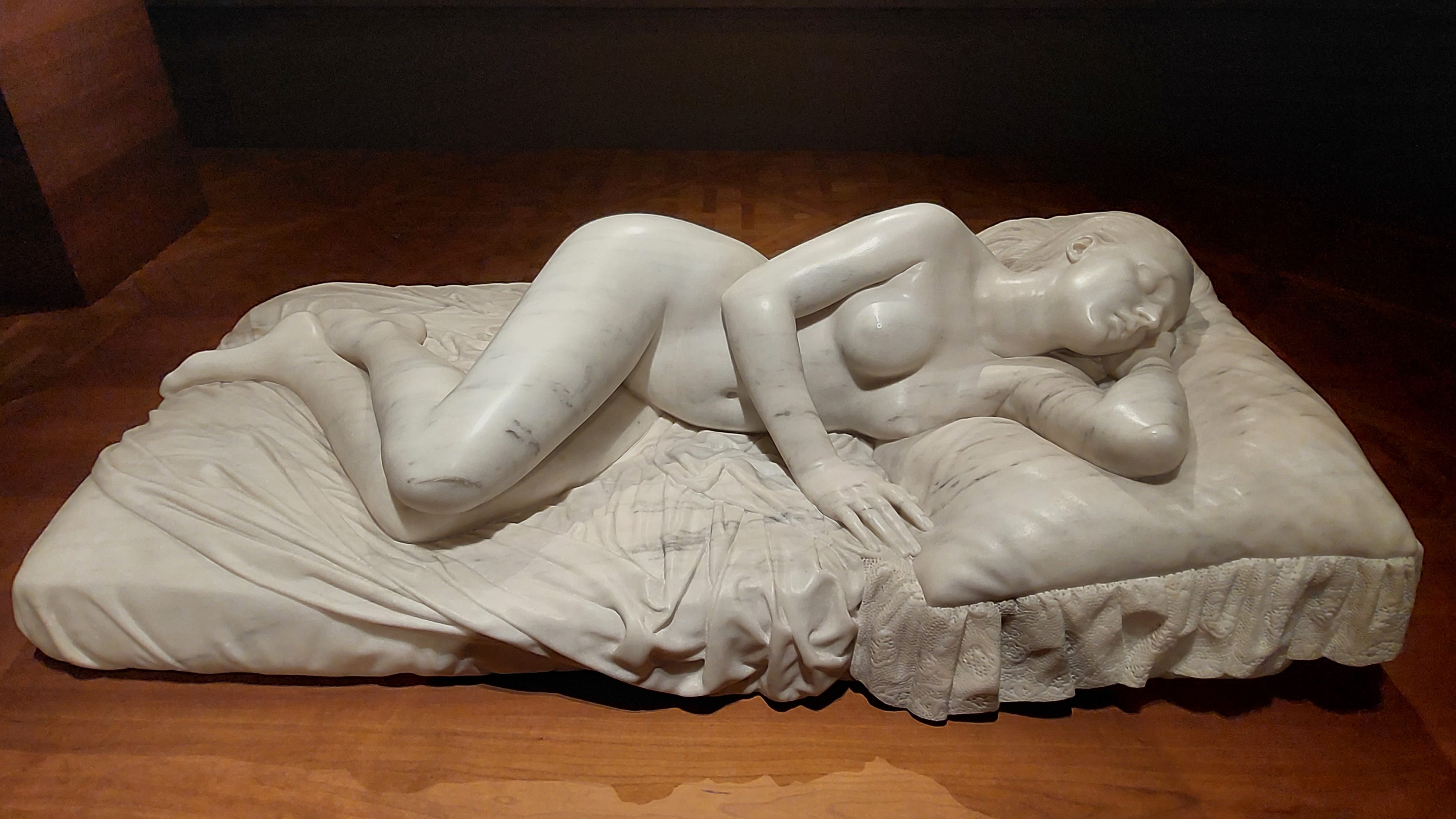
Nymphe endormie (Musée de Valence)
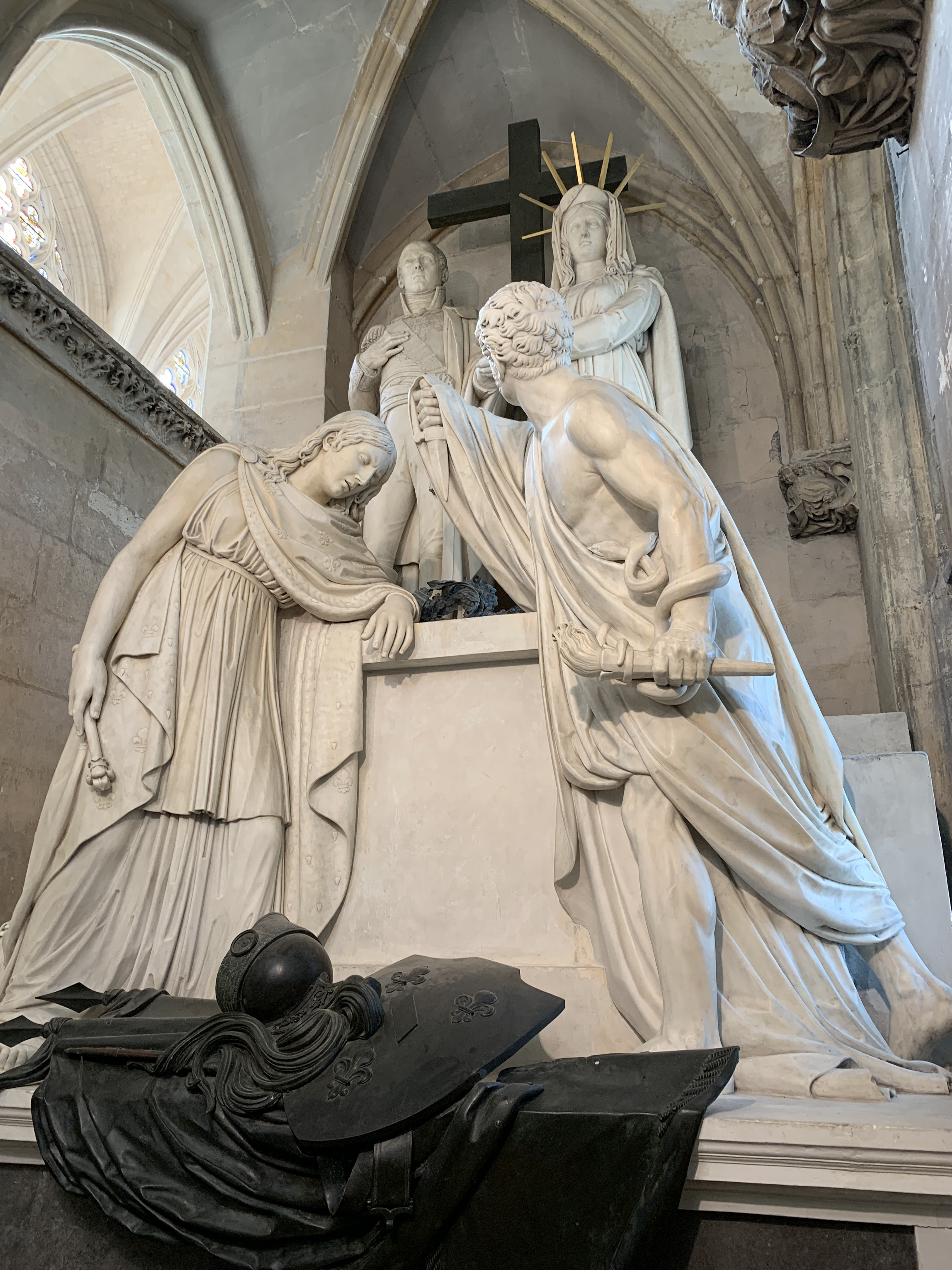
Grabmal des Herzogs von Enghien (Valenciennes, Sainte-Chapelle)